# Melica schafkatii
Melica schafkatii är en gräsart som beskrevs av O.N. Bondarenko. Melica schafkatii ingår i släktet slokar, och familjen gräs. Inga underarter finns listade i Catalogue of Life.